# Trinidad och Tobago i olympiska vinterspelen 1994
Trinidad och Tobago deltog med två deltagare vid de olympiska vinterspelen 1994 i Lillehammer. Ingen av landets deltagare erövrade någon medalj.